# Cassia manicula
Cassia manicula är en ärtväxtart som beskrevs av Symon. Cassia manicula ingår i släktet Cassia och familjen ärtväxter. Inga underarter finns listade i Catalogue of Life.